# پیکرینگ، انتاریو
پیکرینگ، انتاریو (به انگلیسی: Pickering) یک شهر در کانادا است که در Durham واقع شده است.

## خصوصیات
پیکرینگ ۲۳۱٫۵۹ کیلومترمربع مساحت و ۸۸٬۷۲۱ نفر جمعیت دارد و ۸۳٫۸ متر بالاتر از سطح دریا واقع شده است.